# Bistum San Carlos de Venezuela
Das Bistum San Carlos de Venezuela (lat.: Dioecesis Sancti Caroli in Venetiola) ist eine in Venezuela gelegene römisch-katholische Diözese mit Sitz in San Carlos de Venezuela. Es umfasst den Bundesstaat Cojedes.

## Geschichte
Papst Paul VI. errichtete das Bistum am 16. Mai 1972 mit der Apostolischen Konstitution In vertice aus Gebietsabtretungen des Bistums Valencia en Venezuela und wurde dem Erzbistum Caracas als Suffragandiözese unterstellt.
Am 12. November 1974 wurde es Teil der Kirchenprovinz des Erzbistums Valencia en Venezuela.

## Bischöfe von San Carlos de Venezuela
- Medardo Luis Luzardo Romero (16. Mai 1972 – 20. August 1979, dann Bischof von Ciudad Guayana)
- Antonio Durán Arellano (3. Juni 1980 – 27. Dezember 2002)
- Jesús Tomás Zárraga Colmenares (27. Dezember 2002 – 10. November 2014)
- Polito Rodríguez Méndez (8. April 2016 – 28. Juni 2024, dann Erzbischof von Barquisimeto)
- Alexander Rivera Vielma (seit 27. Mai 2025)